# Ega
Ega is een plaats (freguesia) in de Portugese gemeente Condeixa-a-Nova en telt 2 882 inwoners (2001).